# Dani Lia
Dani Lia (* in Oberrohrbach in Niederösterreich, bürgerlich Daniela Tuscher) ist eine österreichische Sängerin, die in Berlin lebt.

## Musikalischer Werdegang
2021 nahm Dani Lia noch unter ihrem bürgerlichen Namen Daniela Tuscher an der fünften Staffel der österreichischen Castingshow Starmania teil. Sie war damals Studentin und Sängerin der Indie-Pop-Band Fogmoon. Im selben Jahr begann sie, erste Cover und Songskizzen auf TikTok hochzuladen. Im Oktober veröffentlichte sie ihre Debütsingle Gib mir Zeit.
Der endgültige Durchbruch gelang Dani Lia 2022 mit der Interpretation des Tom Odell Songs Another Love: alles verloren ging auf TikTok viral und wurde nach dem Release als Single im April 2023 zum Streaming-Hit. Im November erschien ihre erste EP alles auf dich. Ein Jahr später folgten mit kratzer & wunden, wenn ich dich brauch </3 und kratzer & wunden tape drei weitere EPs (alle: Four Music). Im Januar und Februar 2025 spielte sie ihre erste Headliner-Tour.

## Diskografie
Alben/EPs
- 2023: alles auf dich, EP (Four Music)
- 2024: kratzer & wunden, EP (Four Music)
- 2024: wenn ich dich brauch </3, EP (Four Music)
- 2024: kratzer & wunden tape, EP (Four Music)

Singles
- 2021: Gib mir Zeit (Rhythm & Poetry)

- 2022: wie verliebt (Rhythm & Poetry)
- 2022: immer dann (Rhythm & Poetry)
- 2022: Prise Salz (Rhythm & Poetry)
- 2023: alles verloren (Four Music)
- 2023: zu schön für ein ende (Four Music)
- 2023: taubes herz (Four Music)
- 2024: bittebitte, mit Aaron
- 2024: ganz nach vorn, mit TJARK (Sick & Tired / Treppenhaus Records / Sony Music)
- 2024: glitzerstein (Treppenhaus Records / Sony Music)
- 2024: sterne (sehen), mit BRUCKNER (Worst Case Band Records)
- 2024: halbes Herz (Treppenhaus Records / Sony Music)
- 2025: ich idiot. (Treppenhaus Records / Sony Music)
- 2025: manchmal denk ich nur an dich (Treppenhaus Records / Sony Music)
- 2025: seele berührst
- 2025: du küsst jetzt jemand anderen :/ (feat. JAS)